# Faculdade de Filosofia, Ciências e Letras de Ribeirão Preto da Universidade de São Paulo
A Faculdade de Filosofia, Ciências e Letras de Ribeirão Preto da Universidade de São Paulo (FFCLRP-USP) é uma unidade de ensino, pesquisa e extensão da USP sediada em Ribeirão Preto, interior paulista, estruturada em sete departamentos que abrangem diversas áreas do conhecimento.
A FFCLRP-USP ocupa uma área construída de aproximadamente 26.531,34 m², e estende os seus serviços à comunidade através de vários centros ligados aos diferentes departamentos.
É comumente chamada de "Filô", "Filô Humanas" para se referir ao bloco dos cursos da área de ciências humanas e "Filô Exatas" para os cursos da área de ciências da natureza, matemática e computação.

## Organização
A FFCLRP-USP conta com cerca de 1.763 alunos de graduação: 203 de Ciências Biológicas; 167 de Ciências da Informação e da Documentação; 175 de Física Médica; 169 de Informática Biomédica; 209 de Pedagogia; 215 de Psicologia; 269 de Química; 182 de Licenciatura em Química e 174 de Matemática Aplicada a Negócios); 561 alunos de pós-graduação (281 de Mestrado e 280 de Doutorado, sendo 53 em Biologia Comparada (22 M e 31 D), 77 em Entomologia (30 M e 47 D); 78 em Física Aplicada à Medicina e Biologia (32 M e 46 D), 68 em Psicobiologia (33 M e 35 D), 166 em Psicologia (94 M e 72 D), 119 em Química (70 M e 49 D); 178 docentes e 204 funcionários, com diferentes níveis de formação.

## Cursos e departamentos

### Graduação
Atualmente a FFCLRP forma licenciados e bacharéis em diversas cursos:
- Psicologia
- Biologia
- Pedagogia
- Química
- Ciências da Informação e da Documentação
- Física Médica
- Informática Biomédica
- Matemática Aplicada a Negócios
- Bacharelado com Habilitação em Química Tecnológica
- Bacharelado com Atribuições em Química Tecnológica
- Biotecnologia e Agroindústria
- Ciência da Computação
- Química Forense

### Pós-Graduação
Atualmente a FFCLRP forma mestres e doutores nos seguintes programas:
- Biologia Comparada
- Computação Aplicada
- Educação
- Entomologia
- Física Aplicada à Medicina e Biologia
- Psicologia
- Psicobiologia
- Química

### Departamentos
- Departamento de Biologia
- Departamento de Computação e Matemática
- Departamento de Educaçâo, Informação e Comunicação
- Departamento de Física
- Departamento de Música
- Departamento de Psicologia
- Departamento de Química

## Histórico
Embora a Faculdade de Filosofia, Ciências e Letras de Ribeirão Preto (FFCLRP) tenha sido criada em 25 de junho de 1959 pela Lei Estadual no 5 377, as suas atividades acadêmicas somente foram efetivamente iniciadas em março de 1964. Através da Portaria publicada no Diário Oficial de 19 de fevereiro de 1963, foi autorizado o funcionamento provisório dos cursos de Biologia, Física, Psicologia e Química. Entretanto, o curso de Física não foi instalado, tendo sido autorizada, em sua substituição, a instalação do curso de Licenciatura em Ciências. Através do decreto no 46.323, publicado no D.O. em 21 de maio de 1966, o governador do Estado de São Paulo autorizou oficialmente o funcionamento da FFCLRP.
A implantação dos cursos de Biologia, Psicologia e Química ocorreu no início do ano letivo de 1964, com a colaboração da Faculdade de Medicina de Ribeirão Preto da USP, que cedeu não somente as salas para o funcionamento dos cursos, mas, principalmente, os docentes que ministraram aulas em alguns desses cursos. O curso de Licenciatura em Ciências, iniciado em 1966, funcionou somente até 1976. Com duração de apenas três anos (Licenciatura Curta), o seu objetivo era propiciar a formação de professores de ciências para o ensino de primeiro grau.
Duas características foram marcantes no início das atividades da FFCLRP: o Ciclo Propedêutico e a Monografia de Conclusão de Curso.
O Ciclo Propedêutico era um ciclo básico, comum a todos os cursos, com um ano de duração, ao final do qual cada aluno optava por sua respectiva área de especialidade. Já naquela época existia na FFCLRP uma preocupação com uma formação básica interdisciplinar dos estudantes, o que teria uma forte influência em seus futuros trabalhos de pesquisa.
A preparação dos alunos para realizar pesquisas científicas foi a segunda característica marcante da FFCLRP. Até 1971, todos os cursos exigiam de seus alunos uma pesquisa orientada por um de seus docentes, que era apresentada sob a forma de Monografia de Conclusão de Curso, tendo sido concluídas mais de 500 monografias. Apesar da Monografia ter sido extinta da Estrutura Curricular, a partir de 1972, os Departamentos de Biologia e de Psicologia e Educação ainda a mantêm como requisito para a conclusão dos cursos. No Departamento de Química, ela foi substituída por um estágio obrigatório, com a duração de 240 horas, que pode ser realizado no próprio Departamento, em outras Unidades ou junto às indústrias.
Em 30 de dezembro de 1974, através do Decreto Governamental no 5.407, a Faculdade de Filosofia, Ciências e Letras de Ribeirão Preto foi incorporada à Universidade de São Paulo e integrada ao Campus da USP de Ribeirão Preto.

### Formação de discentes
Até último levantamento, realizado em maio de 2010, 6987 profissionais já haviam sido formados pela FFCLRP-USP, dos quais 135 em Licenciatura em Ciências, 626 em Bacharelado em Ciências Biológicas; 1141 em Licenciatura em Ciências Biológicas; 718 em Bacharelado em Psicologia; 900 em Licenciatura em Psicologia; 1376 em Psicólogo; 660 em Bacharelado em Química; 565 em Licenciatura em Química; 220 em Habilitação em Química Tecnológica; 46 em Licenciatura em Química Noturno, 03 Química Forense, 12 em Química Tecnológica, Biotecnologia e Agroindústria, 202 Licenciatura em Pedagogia, 136 em Física Médica, 101 Bacharel em Ciência da Informação e Documentação, 100 em Bacharelado em Informática Biomédica, e 46 em Bacharelado em Matemática Aplicada a Negócios.

### Serviços prestados à comunidade
A FFCLRP-USP ocupa uma área construída de aproximadamente 26.531,34 m², e estende os seus serviços à comunidade através de vários centros ligados aos diferentes Departamentos, tais como o Centro Brasileiro de Investigações sobre o Desenvolvimento e Educação Infantil (CINDEDI); o Centro de Ensino Integrado de Química (CEIQ), o Centro de Instrumentação, Dosimetria e Radioproteção (CIDRA), o Centro de Psicologia Aplicada (CPA),o L@ife – Laboratório Interdisciplinar de Formação do Educador e a Rede SACI - COM.VIVER- Centro de Informação e Convivência.

## Pesquisa
A FFCLRP-USP possui pesquisas com impacto internacional como as investigações avançadas nas áreas de ciências ambientais, desenvolvidas por grupo liderado pelo cientista Max Cardoso Langer, de matemática e estatística com as de Eduardo Alex Hernández Morales, de física com Antonio Claudio Tedesco, de ciências da saúde com Manoel Antônio dos Santos, de tecnologias aplicadas, como a de etanol celulósico, com destaque para o grupo de pesquisa liderado pela cientista Maria de Lourdes Polizeli, o qual detém uma das maiores coleções de enzimas e fungos bem caracterizados em todo o mundo.